# Máriapócs
Máriapócs je mesto na Madžarskem, ki upravno spada pod podregijo Nyírbátori Županije Szabolcs-Szatmár-Bereg.